# جوزيف كونراد
جوزيف كونراد (Joseph Conrad) (3 ديسمبر 1857 - 3 أغسطس 1924)، هو أديب إنجليزي بولندي الأصل.
وُلد في ما يعرف بأوكرانيا البولندية عام 1857م لوالد أديب مغمور، انتقل مع والده إلى بولندا حيث توفى والده ومنها انتقل إلى فرنسا عام 1874م حيث عمل بالملاحة ثم انتقل إلى إنجلترا واستمر في عمله بالبحر.
تُوفي عام 1924 بنوبة قلبية وترك 13 رواية و28 قصة قصيرة. أغلب رواياته لها علاقة بالبحر ويرويها بحار عجوز اسمه مارلو من رواياته «قلب الظلام» «العميل السري» و«النصر» و«تحت عيون غربية» و«لورد جيم».

## حياته

### بداية حياته
وُلد كونراد في الثالث من ديسمبر 1857 في مدينة بيردوشيف في أوكرانيا والتي كانت جزء من الإمبراطورية الروسية. وقد كانت تلك المنطقة تخضع للمملكة البولندية في السابق. كان جوزيف الابن الوحيد للكاتب والمترجم والناشط السياسي أبولو كورزينيويسكي. وقد سُمي جوزيف تيدور كونراد كورزينيويسكي حيث كان اسم جده لأمه هو جوزيف واسم جده الآخر هو تيدور أما تسمية «كونراد» فقد كانت تُنسب لقصيده «كونراد والينرود» للشاعر البولندي آدم ميتسكيفيتش. وقد كانت أفراد عائلته تُفضل مناداته «كونراد» على اسم «جوزيف».
على الرغم من أن غالبية سكان المنطقة التي وُلد فيها كانوا أوكرانيين، وأن أغلب سكان مدينة بيردوشيف كانوا يهوديين إلا أن غالبية الريف كان مملوك من قبل الشلاختا البولندية (الطبقة النبيلة) وكان كونراد ينتمي لهذه الفئة وحاملا لشعار نبالة ناوليك Nałęcz.  وقد كان الأدب البولندي، وبالأخص الأدب الوطني، محل تقدير لدى السكان البولنديين.
لعبت عائلة كورزينيويسكي دوراً هاماً في محاولة استعادة بولندا لاستقلاليتها.  خدم جد كونراد لأبيه (تيدور) الأمير يوزف أنتوني بونياتوفسكي خلال الغزو الفرنسي لروسيا وقد شكل كتيبته الخاصة خلال ثورة نوفمبر 1830.  أما والد كونراد الوطني (أبولو) فقد كان ينتمي للحزب الأحمر السياسي، والذي كان هدفه هو إعادة حدود بولندا إلى حالتها قبل التقسيم، كما كان يهدف إلى إصلاح قوانين الأراضي والتخلص من نظام القنانة الإقطاعي.  شكل رفض كونراد لتتبع خطى والده، واختياره للنفي وعدم المقاومة شعوراً بالذنب له طوال حياته.
انتقلت عائلة كونراد كثيراً بسبب محاولات والده في العمل في الزراعة وبسبب نشاطه السياسي.  في عام 1861 ذهبت العائلة للسكن في وارسو حيث انضم أبولو المقاومة ضد الإمبراطورية الروسية.  أدى هذا إلى سجنه في معقل وارسو.  في 9 مايو 1862 تم نفي أبولو وعائلته إلى فولوغدا والتي تقع شمال موسكو بمسافة 500 كيلومتر وقد كانت هذه المدينة معروفة بطقسها السيء.  تم تخفيف عقوبة أبولو في يناير 1836 وتم إرسال العائلة إلى تشرنيغوف حيث كانت الأوضاع أفضل بكثير.  على أي حال، توفيت أيوا والدة كونراد بسبب السل.
بذل أبولو كل ما بوسعه لتدريس كونراد في المنزل.  تعرف من خلال الكتب التي قرأها في البداية على عنصران سيؤثران في حياته لاحقاً. أولها رواية عمال البحر للكاتب فكتور هوغو والتي تعرف فيها على عدد من الأعمال التي سوف يعمل بها لاحقاً.  أما الشخص الثاني الذي أثر به فقد كان شكسبير والذي تعرف من خلاله على الأدب الإنجليزي.  ولكن كان أكثر ما يقرأه هو الشعر البولندي الرومانسي.
في ديسمبر1867، أخذ أبولو أبنه إلى الجانب الأسترالي من بولندا والذي كان يخضع لحكم ذاتي منذ عامان كما يتمتع بقدر من الُحرية. بعد مكوثهم لفترة قصيرة في لفيف وقرى صغيرة أخرى، انتقلوا إلى كراكوف (عاصمة بولندا حتى 1596) في تاريخ 20 فبراير 1869. وبعد مرور عدة شهور تُوفي أبولو كورزينيويسكي بتاريخ 23 مايو 1869 وقد كان السل هو سبب الوفاة مثل زوجته مما جعل كونراد يتيماً في سن الحادية عشر.
أصبح بعدها كونراد الأبن تحت رعاية خاله «تادو بروفسكي».  سببت حالة كونراد الصحية وأدائه المدرسي الضعيف العديد من المشاكل المتواصلة لخاله كما أن مصروفه المالي كان كبيراً.  لم يتميز كونراد الا في مادة الجغرافيا أما في باقي المواد فقد كان ضعيفاً على الرغم من التعليم الجيد الذي حظي به.
اعتقد الأطباء أن سبب مرض الطفل كان مصدره القلق واقترحوا أن يحظى الولد ببعض الهواء النقي وبعض العمل اليدوي لتقويته.  تمنى خاله أن تُعلمه أعباء العمل والمُهمات المحددة أن يكون مُنضبطاً. وبما أنه قد أبدى اهتماماً ضعيفاً في الدراسة فقد كان من الضروري أن يتعلم التجارة. تخيل خاله أنه سيكون بحاراً ورجل أعمال يجمع بين مهارات الإبحار وفنون التجارة. 
أعلن كونراد ذا الثلاثة عشرة ربيعاً في خريف عام 1871 عن نيته لأن يصبح بحاراً.  لاحقاً قال كونراد أنه قد فعل هذا بسبب قراءة كتاب للمستكشف الإيرلندي فرانسيس ليوبولد مكلينتوك عن رحلاته التي خاضها بين 1857-1859 على متن سفينة فوكس في سبيل البحث عن سفينتا ايريبوس وتيرور التي كان يمتلكها جون فرانكلين.  يذكر كونراد كذلك أن قراءته لكتب من تأليف الأمريكي جايمس فينيمور كوبر والكابتن الإنجليزي فريدريك قد ألهمته لاتخاذ هذا القرار الهام.  يذكر أحد أصدقاء كونراد في فترة المراهقة أنه كان يحكي حكايات رائعة عن البحر ومن دقة تفاصيلها كان السامعين يشعرون أن أحداثها كانت تتم أمام أعينهم.  

في أغسطس 1873 أرسل بروفسكي أبن أخته كونراد ذا الخمسة عشرة عاماً إلى مدينة لفيف حيث استقبله أحد الأقارب الذي كان يُدير منزل صغير للأطفال الذين اصبحوا ايتاماً خلال انتفاضة يناير 1863.  كان الأطفال يتحدثون الفرنسية هناك وقد استذكرت ابنه المدير عن كونراد: 

مكث معنا عشرة أشهر.... كان متنور فكرياً ولكنه كان يكره روتين المدرسة حيث وجده مملاً ومُتعباً.  كان دائماً يقول أنه يخطط لأن يكون كاتباً مشهوراً.  كان يكره جميع القيود.  في المنزل، في المدرسة أو في غرفة المعيشة  حيث كان يتمدد دائماً.  كان دائماً يعاني من صداع شديد وأزمات نفسية.   

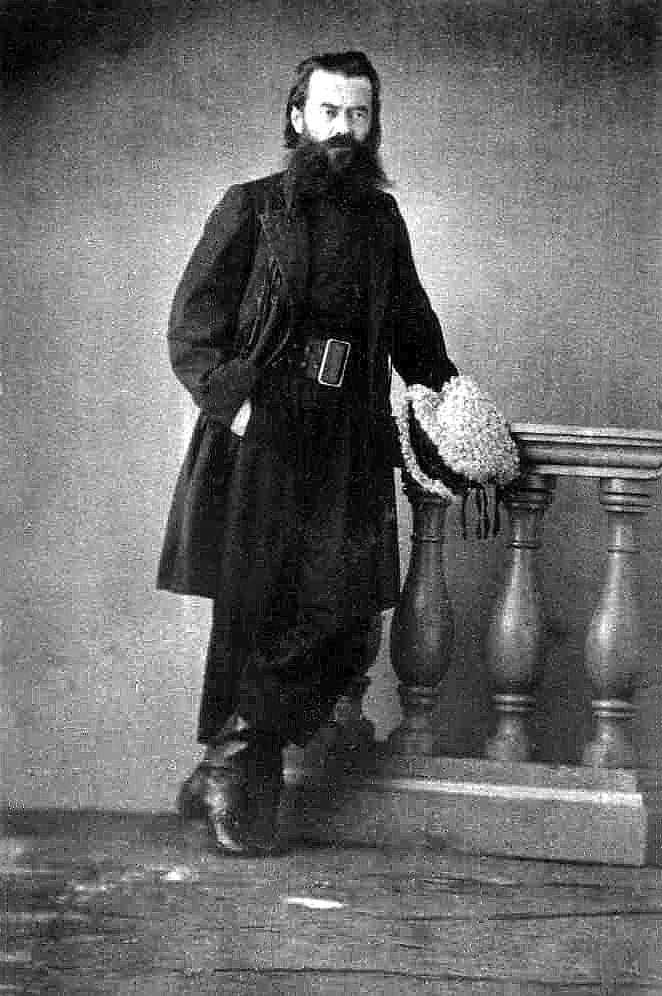
الكاتب أبولو كورزينيويسكي والد جوزيف كونراد

قضى كونراد عام من حياته في المنشأة حتى سبتمبر 1874 حينما قرر عمه أن يُخرجه من المدرسة في لفيف وأن يُعيده إلى كراكوف لأسباب غير معروفة.
في 13 أكتوبر 1874، أرسل بروفسكي الولد ذا السادسة عشرة عاماً إلى مدينة مارسيليا في فرنسا، ليبدأ مستقبله في البحر وعلى الرغم أن كونراد لم يُنهي تعليمه الثانوي إلا أنه كان مُتقناً للغة الفرنسية بطلاقة وقد كانت لديه معرفة باللغات اللاتينية، الألمانية واليونانية، كما كانت لديه معرفة بالتاريخ وبعض الجغرافيا وربما الفيزياء. كانت لديه ثقافة واسعة وخصوصاً في الأدب البولندي الرومانسي.  وقد كان ينتمي للجيل الثاني من عائلته ممن اضطروا للعمل خارج مُلكية عائلتهم، حيث أنه قد وُلد وتربى جزئياً في بيئة نخبة مثقفة عاملة، وهي فئة اجتماعية قد بدأت بلعب دور مُهم في أوروبا الوسطى والشرقية في ذلك الوقت.  فهم كونراد ما يكفي من تاريخ، ثقافة وأدب بلده مما سمح له لاحقاً بأن يكون رؤية كونية مميزة وبأن تكون له مساهمات أدبية كبيرة.  كانت للتوترات التي شهدها في بولندا في صغره وغيرها التي شهدها خارج بلاده في كبره أثراً عظيماً في إنجازاته الأدبية الرائعة.

### الجنسية
كان كونراد مواطناً روسياً  حيث أنه قد ولد في الجانب الروسي بالدولة التي كانت تُسمى الكومنولث البولندي الليتواني. في ديسمبر 1876  أخذه والده أبولو إلى الجانب النمساوي من الدولة السابقة، حيث كانت هذه المنطقة تتمتع بقدر من الحرية والحكم الذاتي. بعد وفاة والده حاول خاله بروفسكي أن يحصل له على الجنسية النمساوية وقد يكون السبب هو أن والده لم يحصل على أذن من السلطات الروسية ليبقى خارج البلاد بشكل دائم حيث لا يزال يحمل الجنسية الروسية. لم يتمكن كونراد من العودة إلى أوكرانيا لتبعيتها للإمبراطورية الروسية حيث كان معرضاً لأداء سنوات طويلة من الخدمة العسكرية لكونه أبن سياسي منفي من البلاد.
كتب بروفسكي رسالة في 9 أغسطس 1877 وطرح فيها موضوعان مهمان.  الأول هو رغبة كونراد في نيل جنسية أخرى (طلب التخلي عن الجنسية الروسية) وخطة كونراد لممارسة التجارة البحرية في بريطانيا. «هل تتحدث الإنجليزية؟  لم أرغب أبداً أن تحصل على الجنسية  الفرنسية لأن الخدمة العسكرية إجبارية...لكن أعتقد أن الجنسية السويسرية سوف تناسبك أكثر...»  وفي رسالته الثانية أيد بروفسكي فكرة كونراد بأن يطلب جنسية الولايات المتحدة الأمريكية أو إحدى الجمهوريات الجنوب أمريكية الكبرى.
في نهاية المطاف انتهى به الأمر في إنجلترا حيث قد تقدم بطلب للجنسية البريطانية في 2 يوليو 1886، وقد تم منحه إياها في 19 أغسطس 1886.  ولكن على الرغم من أنه قد أصبح مواطناً عند الملكة فيكتوريا، إلا أنه لم يتوقف عن كونه مواطناً لدى أليكسندر الثالث. ولتحقيق ذلك كان عليه زيارة السفارة الروسية في لندن عدة مرات.  لاحقاً وصف موقع السفارة في ساحة بيلجرايف في روايته العميل السري.  أخيراٌ، في 2 أبريل 1889 قامت سفارة الشؤون الداخلية الروسية بإلغاء صفة مواطن روسي عن «أبن رجل بولندي سياسي، وكابتن سفينة تجارية بريطانية.»  

### التجارة والبحر
غادر كونراد بولندا في عام 1874 واتجه إلى مارسيليا، فرنسا ليبدأ مستقبله كتاجر بحري على متن سفن فرنسية.  قضى كونراد عدداً من السنوات في شمال جزيرة كورسيكا وبالتحديد في قرية لوري.  كان يوجد هناك بحار كورسيكي اسمه دومينيك سيرفوني وقد كان صديقاً لكونراد وبالتالي ألهم الكاتب لعدد من الشخصيات التي قام باختراعها، مثل شخصية نوسترومو في الرواية التي كتبها عام 1904.  زار كونراد جزيرة كورسيكا مع زوجته عام 1921 لكي يبحث عن أقارب صديقه المتوفى وباقي أصدقاءه البحارة.  

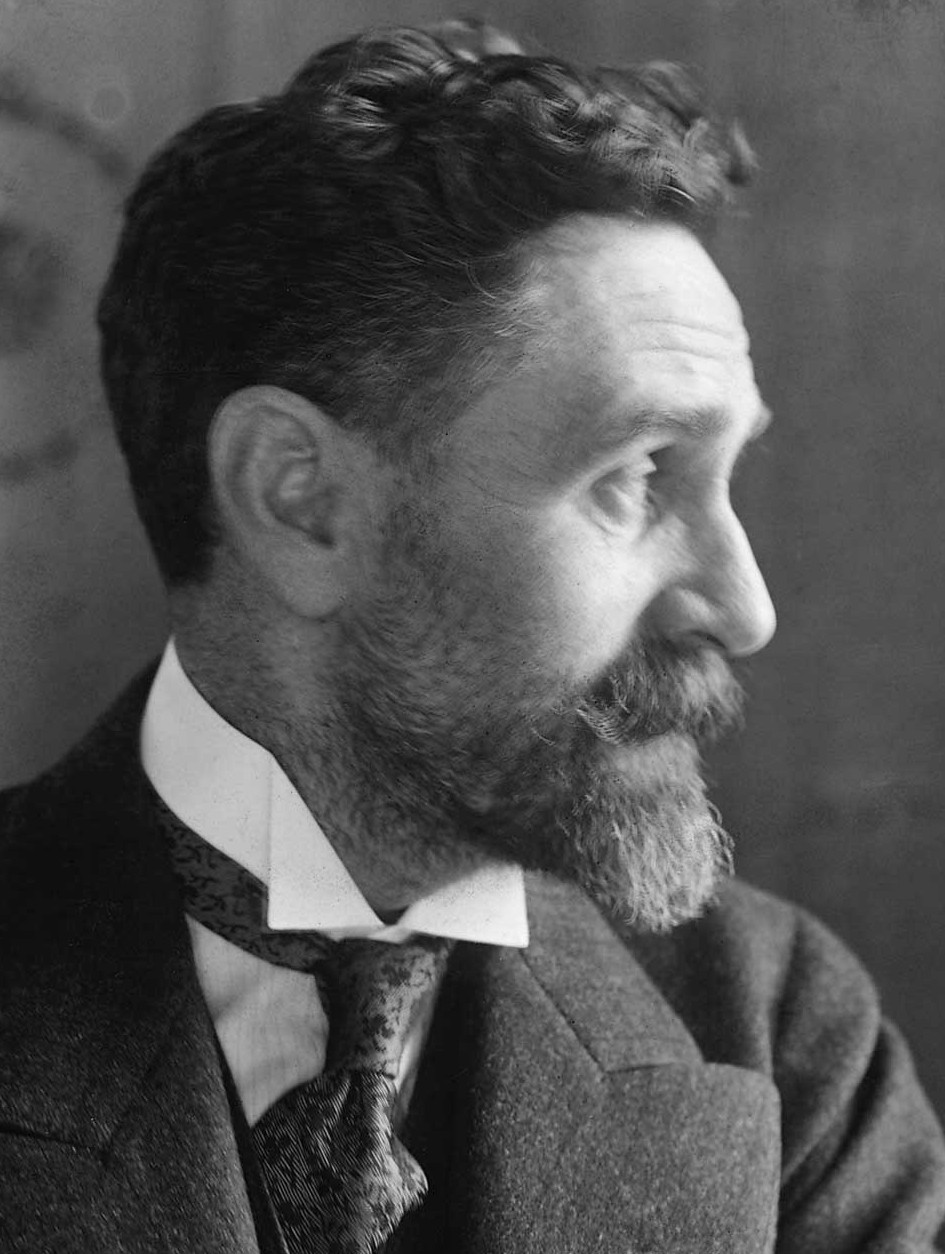
روجر كايسمنت الذي التقاه كونراد في الكونجو

بعد أربع سنوات في فرنسا وعلى متن السفن الفرنسية، انضم كونراد للتجارة البحرية البريطانية لمدة خمسة عشرة عاماً.  عمل ضمن طاقم العديد من السفن وتدرج في الوظائف من متدرب وحتى وصل إلى رتبة قبطان.  منذ مغادرة كونراد مدينة كراكوف في أكتوبر 1874 مرت 19 سنة حتى قدم استقالته من سفينة Adowa  في يناير 1894 عمل كونراد على سفن عديدة كما قضى وقتاً طويلاً في الموانئ، حيث قضى 10 سنوات وثمانية شهور فيها.  قضى في البحر لمدة ثماني سنوات فقط وكان من ضمنها 9 شهور كمسافر.
أغلب قصص وروايات كونراد والعديد من الشخصيات كانت مستوحاة من عمله في البحر ومن أشخاص قابلهم أو سمع عنهم.  عادة ما كان يستخدم كونراد الأسماء الحقيقية للأشخاص الذين يبني عليهم الشخصيات الخيالية.  على سبيل المثال، قابل كونراد التاجر التاريخي ويليام تشارلز أولماير أربع مرات في زيارات قصيرة إلى جزيرة بورنيو.  ومن شخصيته استوحى كونراد شخصية «آلماير» في روايته الأولى (حماقة آلماير).  من ضمن الأسماء الحقيقية الأخرى كان القبطان مكوير (في رواية إعصار)، القبطان بيرد والسيد ماهون (الشباب)، السيد لينجارد (حماقة آلماير وغيرها)، وكابتن آيلاي (ظل الخط).  كذلك (نارسيوسوس) وهو اسم سفينة حقيقية أبحر على متنها في عام 1884 وقد ذكرها كونراد في روايته (زنجي نارسيسوس).
عمل كونراد لمدة ثلاثة أعوام لدى شركة تجارية بلغارية وقد أصبح خلالها قبطاناً لسفينة بخارية على نهر الكونجو. وقد ألهمت هذه المرحلة كونراد في كتابة روايته القصيرة (قلب الظلام). خلال هذه الفترة وبالتحديد في غام 1890 في الكونجو. تعرف كونراد على العامل في مجال حقوق الإنسان السير روجر كايسمنت وصادقه.

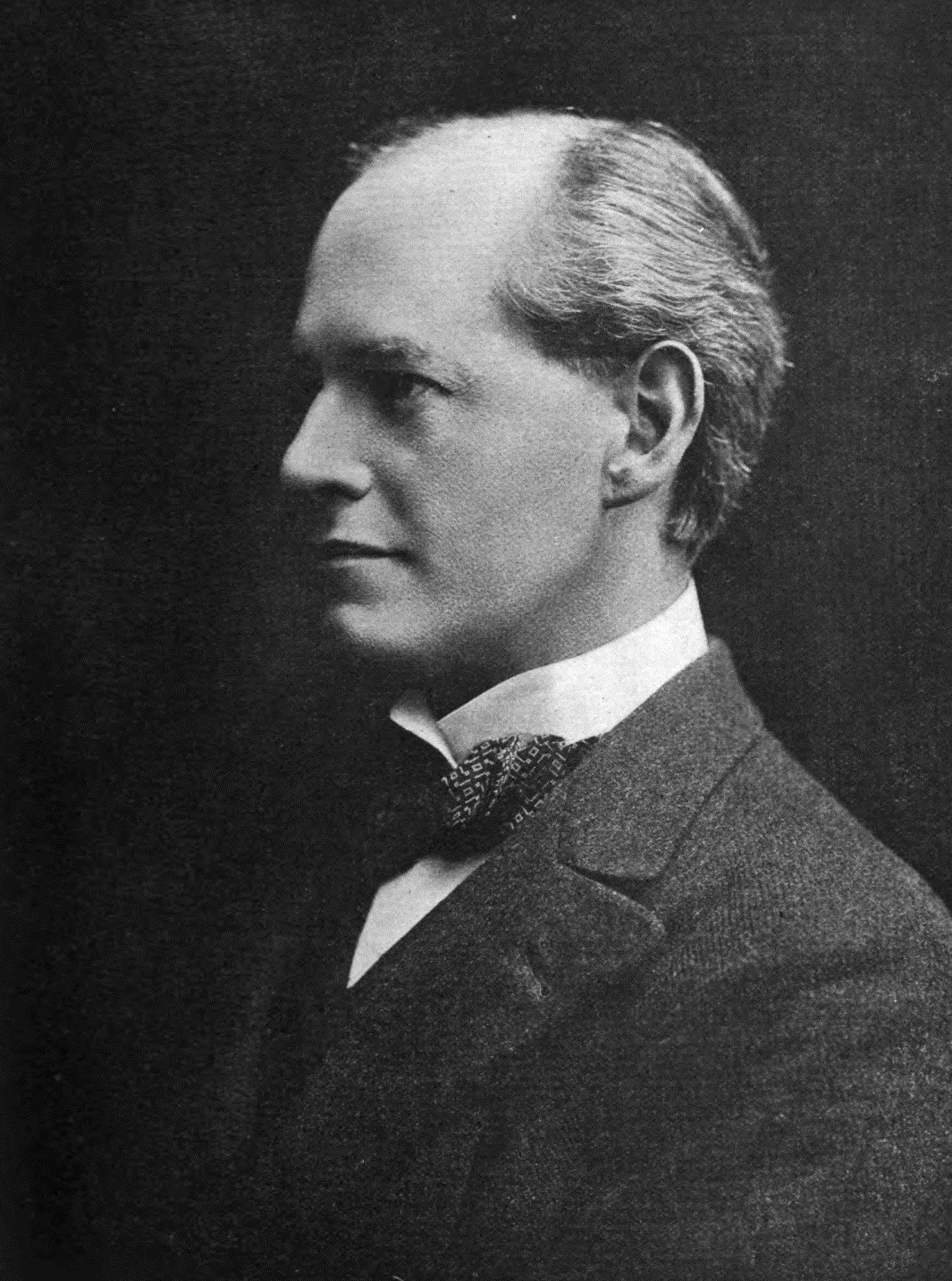
الروائي جون غلزورثي صديق كونراد

عندما غادر كونراد لندن في 25 أكتوبر 1892 كان هنري جاكيس أحد ركاب السفينة، وقد كان خريجاً من جامعة كامبريدج ولكنه مُصاب بالسل مما أدى إلى وفاته بعد أقل من عام واحد. وقد قال كونراد في سيرته الذاتية أن هنري كان أول من قرأ نص رواية (حماقة آلماير) قبل اكتماله، وأنه هو من شجع كونراد على مواصلة الكتابة.
أكمل كونراد رحلته الطويلة كبحار في 26 يوليو 1893 عندما حطت سفينته في لندن، تعرف كونراد على إنجليزيان مغادرين من نيوزلندا واستراليا.  المحامي ذو الخامسة وعشرون عاماً والكاتب المستقبلي جون غلزورثي، وإيدوارد لانسيلوت ساندرسون الذي كان ذاهباً لمساعدة والدة في إدارة مدرسة ابتدائية في قرية الترسي.  على الأغلب أنهما كانا من أوائل الإنجليز غير البحارة الذين صادقهم كونراد وظل على تواصل معهم. البطل في إحدى اولى محاولات غلزورثي الأدبية وبالتحديد في عمل «الركود» وهو آرماند كان مبنياً على شخصية كونراد.  في كايب تاون غادر غلزورثي السفينة ليتطلع على المناجم المحلية.  أما ساندرسون فقد واصل رحلته البحرية ويبدو أنه أول من كون علاقات وطيدة مع كونراد.  

### مؤلف
تخلى كونراد ذا الستة وثلاثون عاماً بصعوبة عن البحر في عام 1894 بسبب سوء صحته وكذلك بسبب عدم وجود سفن كافية وأخيراً لأنه أصبح مولعاً بالكتابة وقرر أن يُصبح مؤلفاً. روايتها الأولى، حماقة آلماير، تجري أحداثها في الساحل الشرقي لجزيرة بورنيو وقد تم نشرها في عام 1895 وظهر فيها اسم الكتابة «جوزيف كونراد» لأول مرة.  كان «كونراد» اسمه البولندي الحقيقي الثالث، ولكن استخدامه في اسمه الإنجليزي قد يكون تقديراُ للقصيدة السردية الوطنية «كونراد والنرود» للشاعر البولندي الرومانسي آدم ميتسكيفيتش.

كان المؤلف والناشر الإنجليزي إيدوارد جارنيت من أكبر الداعمين لمستقبل كونراد الأدبي، وقد أعجبه نص كونراد الأول (حماقة آلماير) ولكنه كان مُحتاراً ما إذا كانت لغته الإنجليزية جيدة كفاية للنشر أو لا.  استشار جارنر زوجته كونستانس جارنيت وقد قالت إن أجنبية كونراد كانت شيئاً إيجابياً في سرد الرواية.  

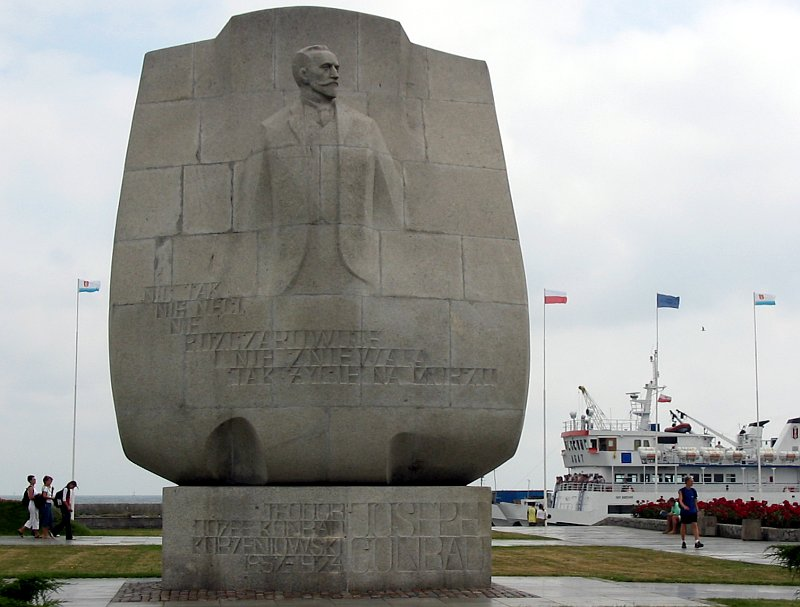
نصب تذكاري لجوزيف كونراد في بولندا

## أعماله

### روايات
| اسم الرواية                                      | تاريخ النشر | الأسم بالأنجليزي              |
| ------------------------------------------------ | ----------- | ----------------------------- |
| حماقة آلماير                                     | 1895        | Almayer's Folly               |
| منبوذ من الجزر                                   | 1896        | An Outcast of the Islands     |
| زنجي نارسيسوس                                    | 1897        | 'The Nigger of the 'Narcissus |
| قلب الظلام                                       | 1899        | Heart of Darkness             |
| لورد جيم                                         | 1900        | Lord Jim                      |
| ورثة (مع فورد مادوكس فورد)                       | 1901        | The Inheritors                |
| اعصار                                            | 1902        | Typhoon                       |
| نهاية الحبل                                      | 1902        | The End of the Tether         |
| رومانسية (مع فورد مادوكس فورد)                   | 1903        | Romance                       |
| نوسترومو                                         | 1904        | Nostromo                      |
| العميل السري                                     | 1907        | The Secret Agent              |
| تحت عيون غربية                                   | 1911        | Under Western Eyes            |
| فرصة                                             | 1913        | Chance                        |
| النصر                                            | 1915        | Victory                       |
| ظل الخط                                          | 1917        | The Shadow Line               |
| سهم من الذهب                                     | 1919        | The Arrow of Gold             |
| الإنقاذ                                          | 1920        | The Rescue                    |
| طبيعة جريمة (مع فورد مادوكس فورد)                | 1923        | The Nature of a Crime         |
| المتجول                                          | 1923        | The Rover                     |
| اثارة: رواية نابليونية (لم تنته، نشرت بعد وفاته) | 1925        | Suspense: A Napoleonic Novel  |

## روابط خارجية
- جوزيف كونراد على موقع IMDb (الإنجليزية)
- جوزيف كونراد على موقع الموسوعة البريطانية (الإنجليزية)
- جوزيف كونراد على موقع مونزينجر (الألمانية)
- جوزيف كونراد على موقع ألو سيني (الفرنسية)
- جوزيف كونراد على موقع ميوزك برينز (الإنجليزية)
- جوزيف كونراد على موقع أول موفي (الإنجليزية)
- جوزيف كونراد على موقع إن إن دي بي (الإنجليزية)
- جوزيف كونراد على موقع ديسكوغز (الإنجليزية)
- جوزيف كونراد على موقع قاعدة بيانات الفيلم (الإنجليزية)